# Palestina en los Juegos Paralímpicos de Londres 2012
Palestina estuvo representada en los Juegos Paralímpicos de Londres 2012 por dos deportistas masculinos: Mohamed Fanuna y Jamis Zaqut. El equipo paralímpico palestino no obtuvo ninguna medalla en estos Juegos.